# Corale Città di Trento
La Corale Città di Trento fu fondata a Trento nel 1889, dal 1989 il coro è diretto da Roberto Gianotti.

## Storia
Fondato nel 1889 per collaborare con le attività del Teatro Sociale di Trento e per la partecipazione alle principali funzioni liturgiche in cattedrale, il coro fu diretto da insigni musicisti quali Vincenzo Gianferrari, Arturo Vecchia e Camillo Moser.
Il coro è regolarmente invitato a festival corali in Italia e in diversi paesi europei (Francia, Germania, Grecia, Repubblica Ceca, Repubblica Slovacca, Spagna): XXV Giornate Internazionali di Canto Corale a Barcellona; Festival di Musica Sacra di Trento e Bolzano; Musica Riva a Riva del Garda; Praga Festival Europeo; XVI Festival Zborového Spevu Viliama Figusa - Bystrého a Banskà Bystrica (Repubblica Slovacca); Rassegna Internazionale di Loreto; Istituto Italiano di Cultura a Parigi, Concorso Internazionale di cori di Atene nel  novembre 1992 in cui la Corale è stata premiata con medaglia d'oro e secondo premio nella 'Categoria cori da camera' e con medaglia d'argento nella 'Categoria cori misti'.
A livello regionale il coro ha partecipato alle celebrazioni in occasione del 450º anniversario del Concilio di Trento; a Pergine Spettacolo Aperto; a Trento Musicantica.

## Repertorio
Il repertorio spazia dal canto gregoriano alla musica contemporanea e comprende composizioni di ampio respiro per soli, coro e orchestra. Il coro ha collaborato con importanti orchestre: l'Orchestra Haydn di Trento e Bolzano, l'Orchestra "Ciutad de Barcelona" di Barcellona, l'Orchestra dell'Accademia Filarmonica Trentina, l'Orchestra da Camera J. Suk (Cecoslovacchia), l'Orchestra Giovanile Italiana, l'Orchestra del Conservatorio di Liegi, l'Orchestra giovanile del laboratorio musicale di Pergine Spettacolo Aperto.
Il coro ha arricchito il proprio repertorio con pezzi inediti e mai eseguiti in tempi moderni, a seguito di accurate ricerche musicologiche nelle più importanti biblioteche del Trentino. Parte del materiale è stato registrato nel CD Trento e la Musica Sacra dal Concilio al Settecento